# Pīleh Savār
Pīleh Savār (persiska: پيلِه سَوار) är en ort i Iran.   Den ligger i provinsen Västazarbaijan, i den nordvästra delen av landet, 700 km nordväst om huvudstaden Teheran. Pīleh Savār ligger 862 meter över havet och antalet invånare är 402.
Terrängen runt Pīleh Savār är lite kuperad. Runt Pīleh Savār är det ganska glesbefolkat, med 39 invånare per kvadratkilometer. Närmaste större samhälle är Poldasht, 16,8 km norr om Pīleh Savār. Trakten runt Pīleh Savār består i huvudsak av gräsmarker.